# Фармакогенетика
Фармакогенетика — наука, що вивчає спадкові реакції організму на вплив певного лікарського засобу. Розділ медичної генетики і фармакології, завданням якого є вивчення цих реакцій, розробка методів їх діагностики, корекції і профілактики.

## Історія
Про те, що характер реакцій організму на лікарські засоби залежить від особливостей метаболізму конкретного пацієнта, лікарі знали давно, але вивчати генетичні чинники, які впливають на хімічні перетворення в організмі, почали тільки в 20-му столітті.
Внаслідок парадигми «лікувати пацієнта, а не хворобу» з'явилось поняття «персоніфікованої медицини». Суть персоніфікованої медицини - в індивідуалізації лікарської терапії. Реакція на лікарський препарат, оптимальний клас препарату, його доза і режим застосування визначаються, принаймні частково, генетичними детермінантами. Фармакогенетика прагне виявити гени і їх варіанти, що визначають адекватність фармакотерапії і зменшують ризик розвитку побічних ефектів.
Різними авторами дається різна інформація про те, хто ввів термін фармакогенетика: за одними джерелами це був Ф. Фогель (1959), по другим - Арно Мотульський (1957). З цього часу фармакогенетика пройшла ряд етапів:
- I етап накопичення фармакогенетичних феноменів (1932 - початок 1960-х);
- II етап становлення фармакогенетики як фундаментальної науки (початок 1960-х -1990-х років);
- III етап становлення фармакогенетики як прикладної клінічної науки, перехід від фармакогенетики до фармакогеноміки (початок 2000-х років).

## Однонуклеотидний поліморфізм
Парадигмою сучасної фармакогенетики стало положення про те, що основною формою спадкової відмінності між людьми є так званий однонуклеотидний поліморфізм (SNP - single nucleotide polymorphism)